# Wetzikon
Wetzikon és un municipi del cantó de Zúric (Suïssa), situat al districte de Hinwil.